# Museum für Lebensgeschichten
| Museum für Lebensgeschichten                 | Museum für Lebensgeschichten                    |
| -------------------------------------------- | ----------------------------------------------- |
| Museum für Lebensgeschichten im Hof Speicher |                                                 |
| Ort                                          | Zaun 5–7 9042 Speicher                          |
| Architekten                                  | Beat Affolter, Piet Kempter                     |
| Eröffnung                                    | 2006                                            |
| Betreiber                                    | Trägerverein Museum für Lebensgeschichten       |
| Webseite                                     | https://www.museumfuerlebensgeschichten.ch/web/ |
| Öffnungszeiten                               | täglich 9–17 Uhr                                |

Das Museum für Lebensgeschichten befindet sich in Speicher im Kanton Appenzell Ausserrhoden. Es dokumentiert und präsentiert Biografien von historischen oder zeitgenössischen Persönlichkeiten aus der Region.

## Geschichte
In den Jahren 2004 bis 2006 baute die Stiftung Leben im Alter in Speicher ein neues Seniorenzentrum mit Alterswohnungen und Pflegeheim. Für die Kunst am Bau wurde ein Wettbewerb ausgeschrieben, den der Künstler Hans Ruedi Fricker (1947–2023) aus Trogen gewann. Sein Konzept war, in dynamischen Ausstellungen die Lebensgeschichten von Bewohnerinnen und Bewohnern des Alterszentrums und von aussergewöhnlichen Persönlichkeiten aus den beiden Appenzeller Halbkantonen zu dokumentieren und sichtbar zu machen. Er wollte den im Heim lebenden Personen auch eine Biografie geben und nicht nur eine Zimmernummer. Den Ausstellungsteil ergänzt eine ErinnerBAR: ein Treffpunkt zum Erzählen, Vernetzen und Stöbern in der kleinen Mediathek. Für die Realisierung wurde ein Trägerverein gegründet. Zusammen mit dem Alterswohn- und Pflegezentrum Hof Speicher wurde das Museum für Lebensgeschichten im Juli 2006 eröffnet. Die erste Ausstellung galt dem Leben des Künstlers Hans Krüsi (1920–1995), der in Speicher heimatberechtigt gewesen war.
2009 wurde das Museum für Lebensgeschichten mit der Special Commendation des European Museum of the Year Award ausgezeichnet.

## Gebäude
Das Museum für Lebensgeschichten ist in den Hof Speicher integriert. Das Alterswohn- und Pflegezentrum wurde in den Jahren 2004 bis 2006 von den Architekten Beat Affolter und Piet Kempter aus St. Gallen erstellt. Die Holzbauten sind aussen mit dunklem Naturschiefer verkleidet. Das ganze Alterszentrum besteht aus drei separaten Baukörpern. Im zentralen Haus befindet sich im Eingangsbereich und in den an das öffentliche Restaurant angrenzenden Korridoren das Museum für Lebensgeschichten. Das Zentrum des Museums ist die ErinnerBAR in der Lounge.

## Sammlung
Das Museum für Lebensgeschichten sammelt keine Gegenstände, sondern es ist ein dynamisches Museum und ein soziokulturelles Projekt. Lebensgeschichten von Bewohnenden und historischen Persönlichkeiten aus der Region werden erzählt, aufgeschrieben und ausgestellt.

## Ausstellung

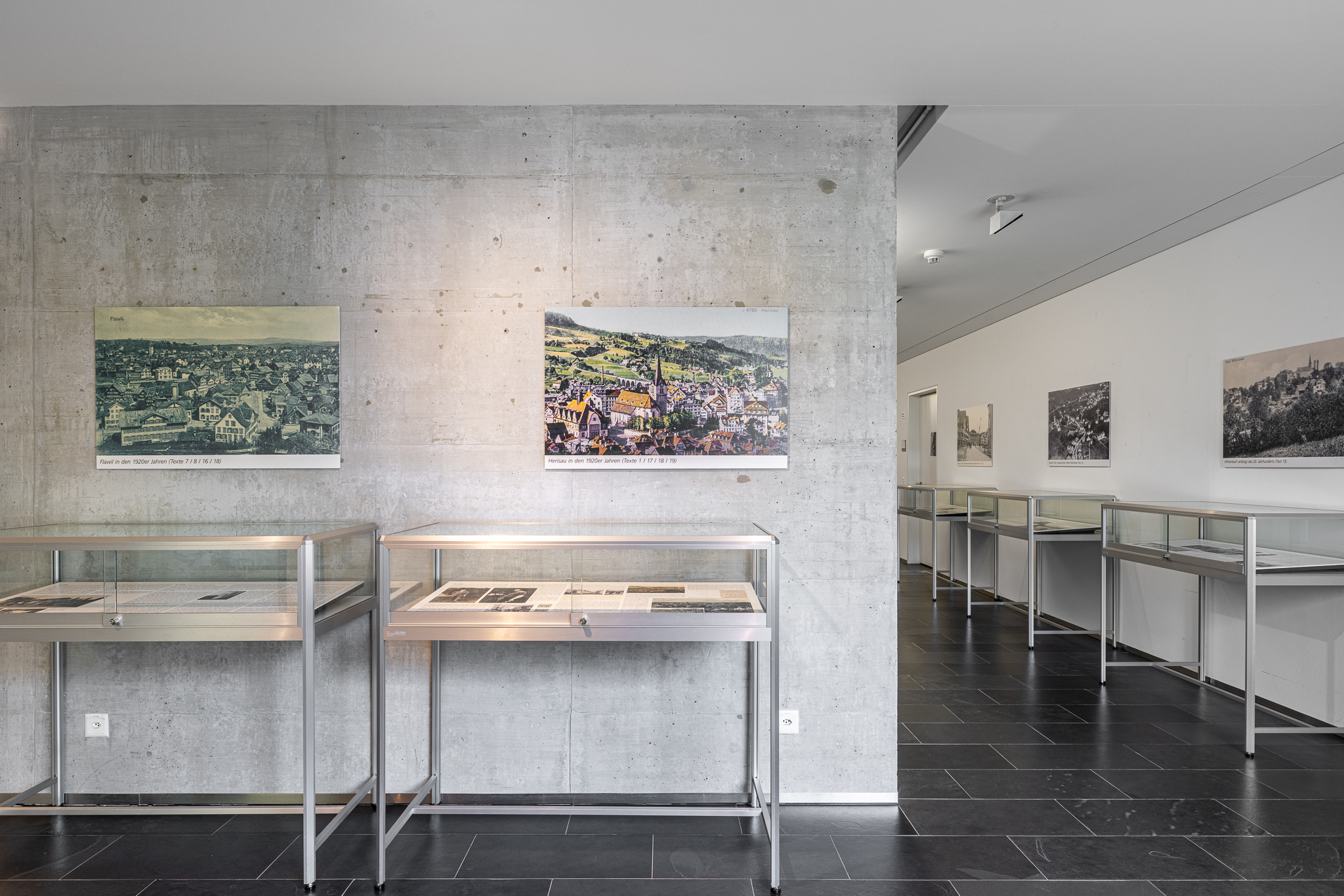
Die Ausstellung befindet sich im Erdgeschoss des Alterswohn- und Pflegezentrums Hof Speicher

Pro Jahr werden etwa zwei Wechselausstellungen erarbeitet. Sie dokumentieren anhand von Bildmaterial, Texten und Gegenständen das Leben und die Leistungen einer Person. Dabei soll die einzelne Biografie aufgearbeitet und sichtbar gemacht werden, und es soll über das Individuelle hinaus daran erinnert werden, wie man noch vor Kurzem in der Gegend gelebt und gearbeitet hat. Diese Lebenserinnerungen bereichern und erweitern die Sicht auf Zusammenhänge und Entwicklungen bis hin zur Gegenwart. Ausgewählt werden bekannte Persönlichkeiten ebenso wie «einfache Leute». Frühere Ausstellungen zeigten zum Beispiel den hundertjährigen Jakob Eugster, die Künstlerin Roswitha Merz, den Ingenieur und Maler Fred Sager, den Fotografen Mäddel und die Künstlerin Marisa Fuchs, den Musiker und Sticker Ficht Tanner etc. Die Ausstellung im Sommer 2023 gilt Ernst Kriemler (1902–1975), der seinen abenteuerlichen Lebensweg in sieben Schulheften festgehalten hat.
Während die Ausstellungen irgendwann wieder abgebaut werden, bleiben die Geschichten erhalten: Alle Lebensgeschichten werden aufgeschrieben – die meisten davon von professionell Schreibenden. Diese schriftlichen Zeugnisse werden als Broschüren gedruckt, sie sind in der Mediathek und auch auf der Homepage des Museums zugänglich.
Im Kern ist das Museum für Lebensgeschichten ein Oral-History-Projekt. Ein wichtiges Element sind deshalb die monatlichen Erzählcafés, in denen sich ältere Menschen treffen und dazu angeregt werden, Geschichten aus ihrem Leben zu erzählen, Erfahrungen zu teilen und eine Gemeinschaft zu bilden. Die Vernetzung nach innen und aussen fördert ausserdem ein vielgestaltiges Veranstaltungsprogramm.

## Bilder

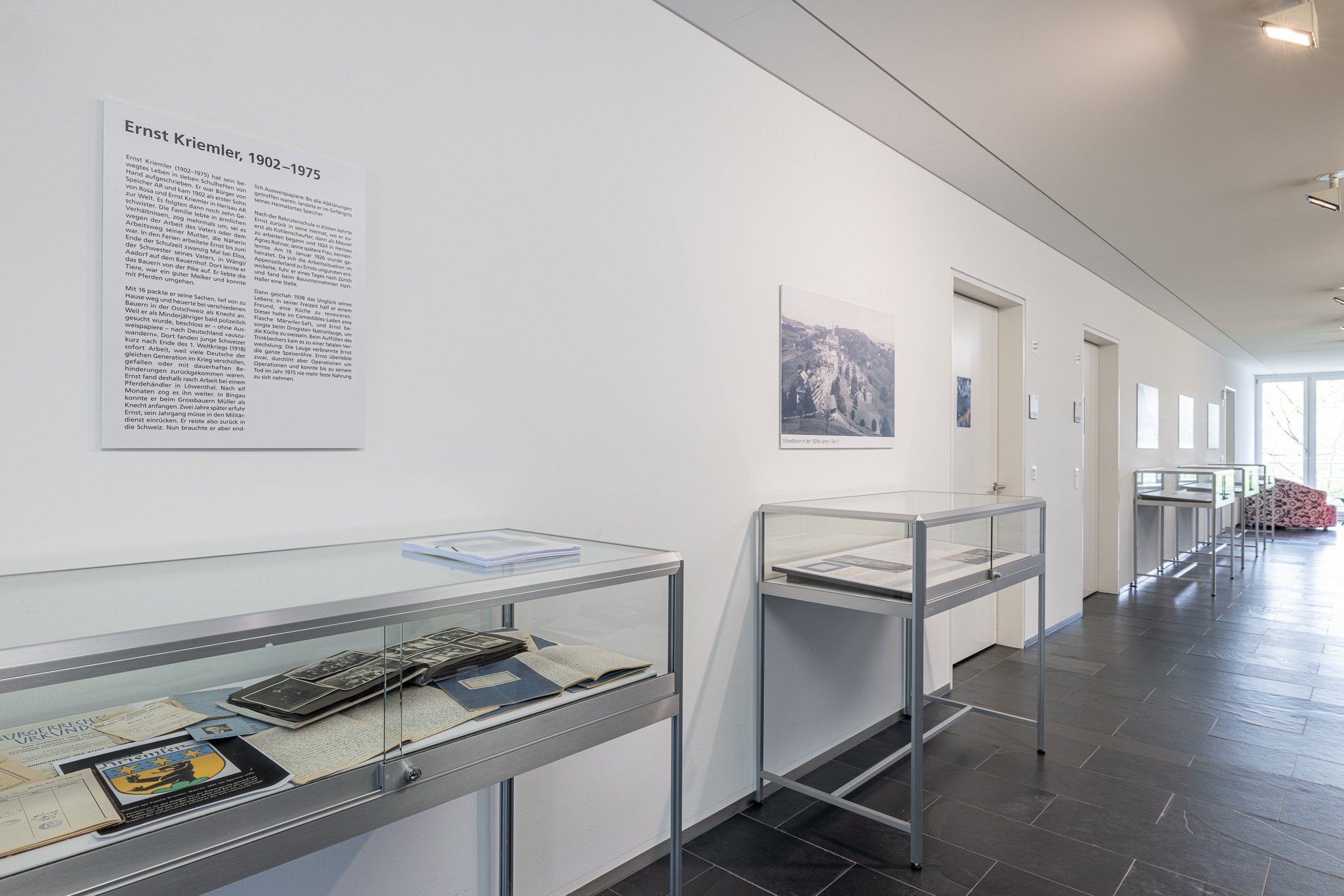
Die Ausstellung über Ernst Kriemler (1902–1975).
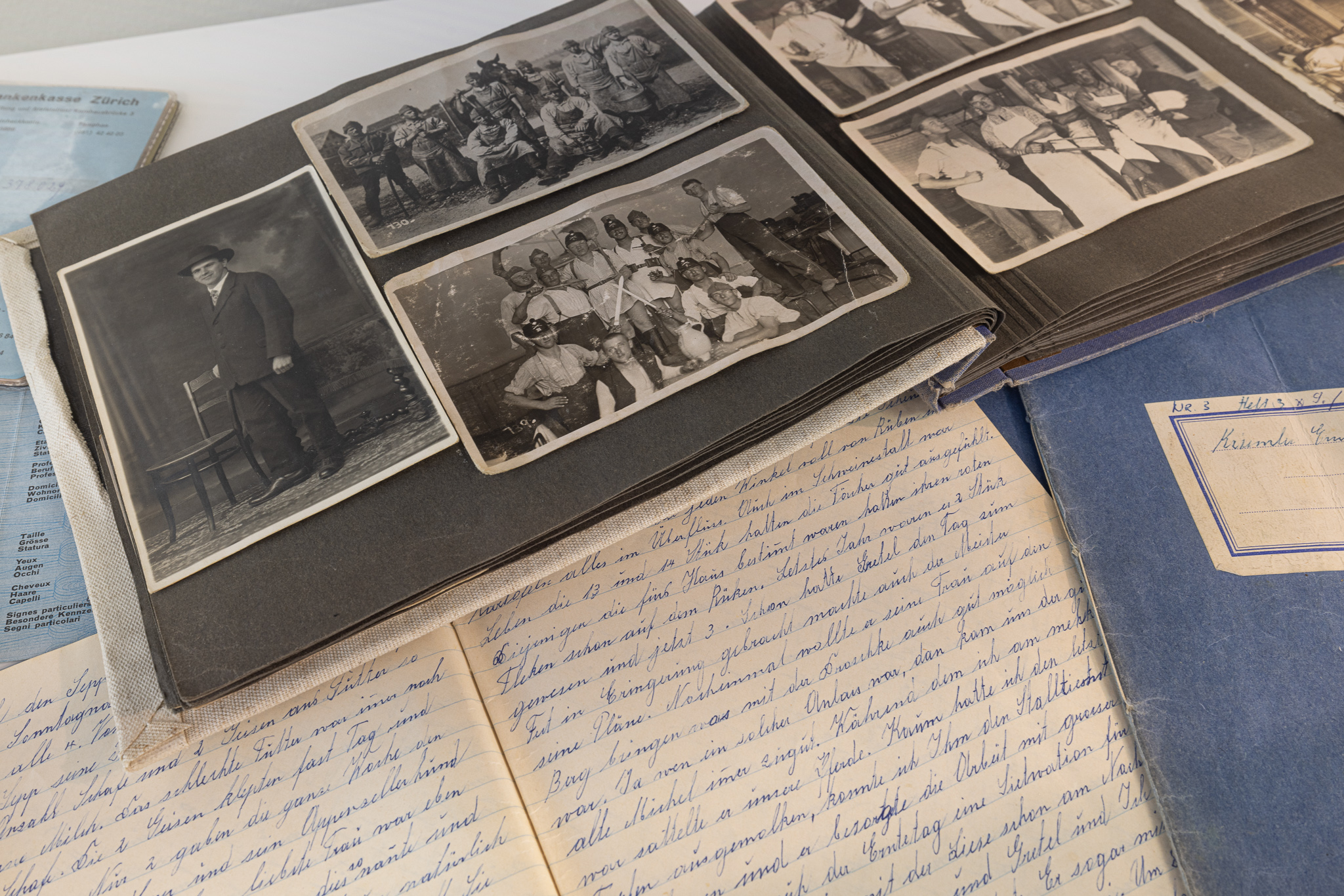
Dokumente zu Ernst Kriemler: Fotos und die Schulhefte, in denen er sein Leben aufgeschrieben hat.
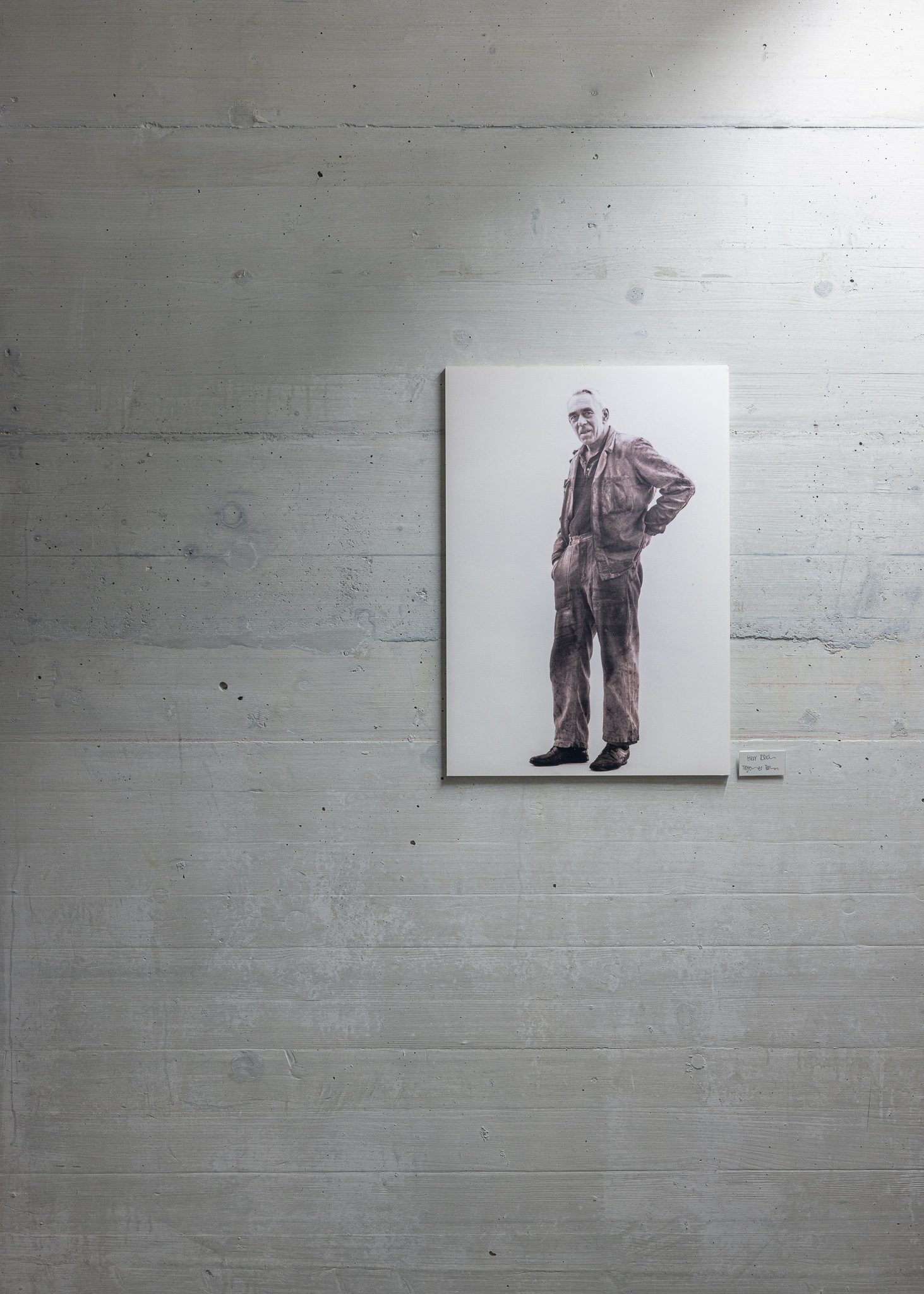
Exponate in den Gängen Hof Speicher.

## Weitere Angebote
Öffentliches Veranstaltungsprogramm mit Vorträgen, Lesungen, Musik, Filmvorführungen und Diskussionen. Zu den Ausstellungen gibt es auch Führungen.

## Trägerschaft
Das Museum wird von einem Verein getragen, Präsidentin ist Hannelore Schärer. Das Programm erarbeitet der Vorstand, für die Ausstellungen wird fallweise eine Kuratorin oder ein Kurator beigezogen.